# Eduardo Sobral
Eduardo Sobral é um jovem modelo e actor português.
O seu primeiro contacto com a representação deu-se em 1997 numa curta metragem de João Pedro Rodrigues intitulada Parabéns!. Interpretou João e contracenou com o actor, produtor, realizador e escritor João Rui Guerra da Mata.
Regressa ao mundo da representação em Setembro de 2007, com a telenovela da TVI, Deixa-me Amar onde interpreta Eduardo.

## Filmografia
- Parabéns (1997)
- Coração Incendiário (2008)
- Carne (2010)